# Ivan Vojnić Tunić
Ivan (János) Vojnić Tunić (Subotica, 31. srpnja 1898. – ?) je bio kulturni, politički i javni djelatnik bunjevačkih Hrvata. Radio je kao gimnazijski nastavnik.

## Politički rad
5. studenoga 1918., nastojanjem Blaška Rajića, u stanu odvjetnika Vladislava Manojlovića donesena je odluka da se u Subotici osnuje Bunjevačko-srpski narodni odbor. Šime Milodanović je izabran na čelo tog odbora. Sudionici sastanka koji su izabrali Milodanovića bili su Blaško Rajić, braća Vladislav i Jovan Manojlović (domaćini susreta), Petar Bajić, Gavro Čović, Ilija Kujundžić, Albe Malagurski, Radivoj Miladinović, Stipan Matijević, Andrija Mazić, Đurica Ognjanov, Lazar Orčić, Joso Prćić, Marko Protić, Tošo Segedinčev, Vojislav Stanković, Bogdan Svirčević, Joso Vojnić Hajduk i dr., a među njima Ivan Vojnić Tunić. Dvije trećine nazočnih bili su Hrvati, a trećina Srbi. Odlučeno je neka se osnuje narodna straža, čiji su pripadnici išli ulicama noseći hrvatske oznake. Odbor je raspušten 26. prosinca 1918. odlukom Narodne uprave za Bačku, Banat i Baranju.
Nakon što je na novosadskoj Velikoj skupštini 25. studenoga 1918. proglašeno priljučenje Baranje, Bačke i Banata novoj državi južnih Slavena, proglasilo se upravno tijelo koje je bilo zapravo vlada Veliki narodni savjet. Stipan Vojnić Tunić je bio među tim subotičkim Hrvatima koje su bili ušli u sastav tog tijela, pored Blaška Rajića, Mirka Ivkovića Ivandekića, Fabijana (Babijana) Malagurskog, Vojislava Stankovića i Ivana Vojnića Tunića.

## Kulturno-prosvjetni rad
Kulturno je radio na svezi bunjevačkih Hrvata s Hrvatskom. Dok je bio privremenim upraviteljem gimnazije, poslao je 1919. molbu da se nabave školski udžbenici u Zagrebu za novu školsku godinu, jer je odobreno otvaranje "bunjevačke gimnazije" (Bunjevačka gradska velika gimnazija). Uspostavom te gimnazije u svibnju postao je zamjenikom ravnatelja. Sljedeće školske godine postao je ravnateljem.